# Diocesi di Augustopoli di Frigia
La diocesi di Augustopoli di Frigia (in latino Dioecesis Augustopolitana in Phrygia) è una sede soppressa del patriarcato di Costantinopoli e una sede titolare della Chiesa cattolica.

## Storia
Augustopoli di Frigia, identificabile con Surmene nell'odierna Turchia, è un'antica sede episcopale della provincia romana della Frigia Salutare nella diocesi civile di Asia. Faceva parte del patriarcato di Costantinopoli ed era suffraganea dell'arcidiocesi di Sinnada.
La diocesi è documentata nelle Notitiae Episcopatuum del patriarcato di Costantinopoli fino al XII secolo.
Sono cinque i vescovi noti di questa antica diocesi. Filicado sottoscrisse la formula di fede antinicena di Acacio di Cesarea nel sinodo di Seleucia di Isauria del 359. Diogene partecipò al concilio ecumenico di Costantinopoli del 553. Agapeto sottoscrisse gli atti del concilio in Trullo nel 691/92. Niceta fu tra i padri del secondo concilio di Nicea del 787. Infine Costantino fu uno dei membri del concilio di Costantinopoli dell'869-870 che condannò il patriarca Fozio di Costantinopoli.
Dal XVI secolo Augustopoli di Frigia è annoverata tra le sedi vescovili titolari della Chiesa cattolica; la sede è vacante dall'11 giugno 1968.

## Cronotassi

### Vescovi greci
- Filicado † (menzionato nel 359)
- Diogene † (menzionato nel 553)
- Agapeto † (prima del 691 - dopo il 692)
- Niceta † (menzionato nel 787)
- Costantino † (menzionato nell'869)

### Vescovi titolari
Questa cronotassi potrebbe contenere vescovi di Augustopoli di Palestina, perché nelle fonti citate le cronotassi delle due sedi non sono distinte.
- Jean, O.F.M. † (2 settembre 1446 - ?)
- Nicola de Rochis de Musciolo, O.S.B.Vall. † (15 settembre 1452 - ?)
- Martino † (1º settembre 1516 - ?)
- Johann Laymann † (20 febbraio 1521 - 11 giugno 1550 deceduto)
- Eucharius Sang † (16 febbraio 1598 - 11 marzo 1620 deceduto)
- François de Harlay de Champvallon † (9 settembre 1613 - 23 agosto 1615 succeduto arcivescovo di Rouen)
- Balthazar de Budos † (3 ottobre 1616 - 30 agosto 1627 nominato vescovo di Agde)
- Guy Hurault de l'Hospital † (2 aprile 1618 - settembre 1624 succeduto arcivescovo di Aix)
- Jodok Wagenhauer † (23 maggio 1622 - 19 gennaio 1635 deceduto)
- Pierre de Bertier † (7 aprile 1636 - settembre 1652 succeduto vescovo di Montauban)
- Ferdinand de Neuville † (13 giugno 1644 - novembre 1646 succeduto vescovo di Saint-Malo)
- Pierre de Bedacier, O.S.B. † (1º marzo 1649 - ? deceduto)
- István Káda † (5 novembre 1689 - 23 settembre 1695 deceduto)[7]
- Maria Romedius von Sarnthein † (31 agosto 1767 - 24 marzo 1774 deceduto)
- Alfonso Aguado y Jaraba † (9 agosto 1802 - 1815 deceduto)
- Patrick Burke † (12 gennaio 1819 - 8 maggio 1827 succeduto vescovo di Elphin)
- Francesco Canali † (30 settembre 1834 - 8 luglio 1839 nominato vescovo di Pesaro)
- José Hilarión Etrura Cevallos, O.P. † (23 dicembre 1839 - 23 giugno 1849 deceduto)
- Atanasio Eduardo Zuber, O.F.M.Cap. † (8 marzo 1854 - 14 maggio 1872 deceduto)
- Ramón María de San José Moreno y Castañeda, O.Carm. † (13 luglio 1883 - 16 maggio 1890 deceduto)
- Ruggero Catizone † (11 luglio 1895 - gennaio 1908 deceduto)
- Joseph-Marie-Désiré Guiot, S.M.M. † (24 marzo 1908 - 24 dicembre 1941 deceduto)
- Antun Akšamović † (28 marzo 1942 - 7 ottobre 1959 deceduto)
- Marius-Félix-Antoine Maziers † (17 dicembre 1959 - 24 gennaio 1966 nominato arcivescovo coadiutore di Bordeaux)
- Justin Abraham Najmy, B.A. † (27 gennaio 1966 - 11 giugno 1968 deceduto)